# Philipa Thomas
Philipa Thomas-Eudovic (sinh ngày 20 Tháng 9 1968 tại St Lucia) là một cựu vận động viên West Indies chơi 26 trận ở One Day Internationals nữ từ năm 2002 đến năm 2005. Một thuận tay phải batsman và phải tay vừa tốc độ bowler, cô có 22 wickets tại ODI.